# Sandhammaren
Sandhammaren (dansk Sandhammeren) er et strandområde på Østerlen i det sydøstlige Skåne i Sverige.
Ud for Sandhammaren er havstrømme med til at skabe vandrende sandrevler i havet. I midten af 1800-tallet strandede derfor mange skibe på revlerne ud for stranden. På den tid var vragplyndring endnu en stor indtægtskilde for skåninger på Østerlen. Først i 1862 blev der opført et fyrtårn. Det er Sveriges første fyr, som blev bygget i stål. 

## Søredning
Sandhammarens redningsbåd reddede 1.421 personer  i de år den var aktiv fra opstarten i 1855 til den blev nedlagt i 1945. I redningsstationen, som i dag er indrettet til museum, findes Sveriges ældste redningsbåd.

## Flyvesand
Inde bag den brede sandstrand findes et stort område med sand-dyner (klitter), hvilket gør stedet til Sveriges største flyvesandsområde. De steder, hvor klitterne er stabiliseret er det sket ved tilplantning, hvilket har fundet sted i stort omfang for at dæmme op for sandflugten.